# Sylmar (Kalifornien)

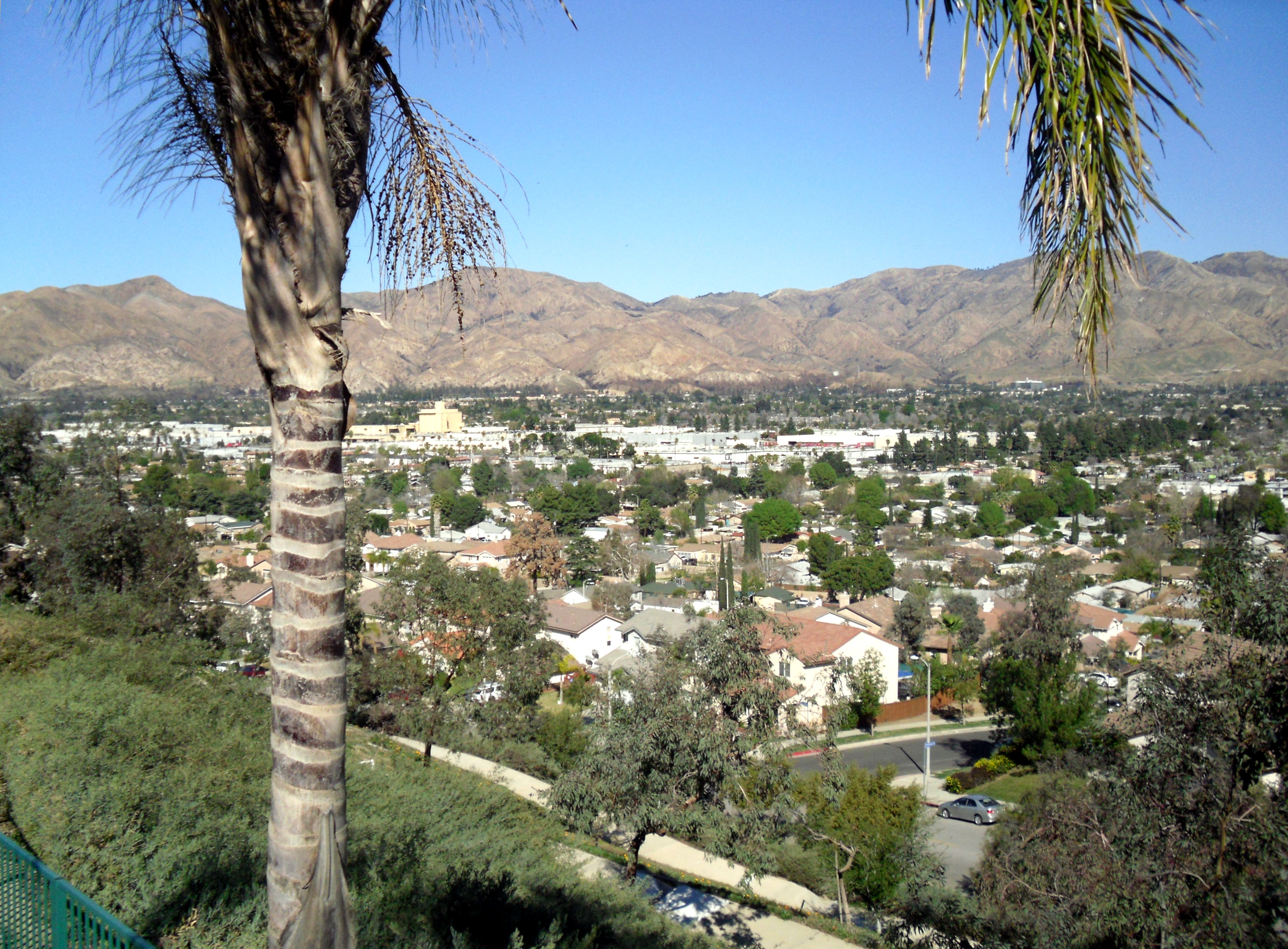
Blick über Sylmar mit den San Gabriel Mountains im Hintergrund.

Sylmar ist ein Stadtteil der kalifornischen Millionenstadt Los Angeles. Das Viertel liegt im Norden des San Fernando Valley.

## Lage
Das Stadtviertel liegt am Fuße und im Vorgebirge der San Gabriel Mountains. Bei Sylmar liegt mit The Cascades das Endstück des von William Mulholland errichteten Los Angeles Aqueduct, welches Trinkwasser aus dem Owens Valley nach Los Angeles transportiert. Sylmar grenzt im Norden an gemeindefreie Gebiete der Santa Susana Mountains, das Stadtgebiet von Santa Clarita und die Lopez/Kagel Canyons und Tujunga Canyons im Angeles National Forest. Es grenzt weiter an die Stadtteile Grenada Hills, Lake View Terrace, Mission Hills, und Pacoima, sowie die Stadt San Fernando im Süden.

## Geschichte
Die Erschließung des Gebietes begann im 18. Jahrhundert zur Zeit der spanischen Missionen nach der Gründung der Mission San Fernando Rey de España im benachbarten heutigen Mission Hills. 1890 wurde das heutige Sylmar vor allem durch ausgedehnte Olivenhaine geprägt. 1893 nahm es den Namen Sylmar an. Dieser Name sollte ein Kofferwort des lateinischen Wortes Silva (Wald) und Mare (Meer) sein. 1906 rühmte sich der Ort den weltgrößten Olivenhain zu haben.
Das damals noch ländliche Sylmar wurde 1915 zusammen mit großen Teilen des San Fernando Valley nach einer Volksabstimmung ein Teil von Los Angeles.

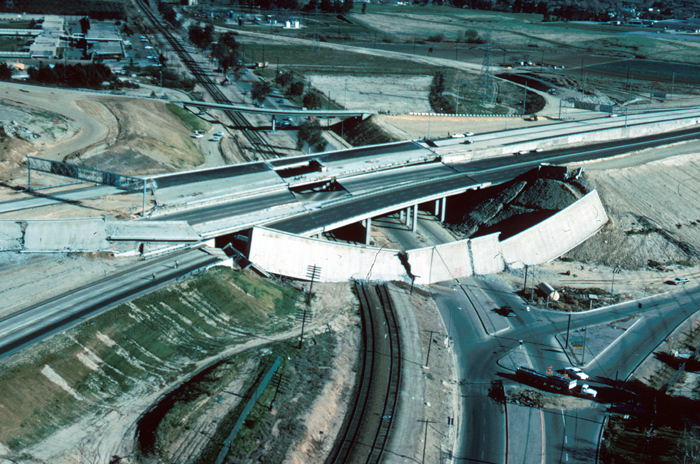
1971 beschädigte Brücke in Sylmar.

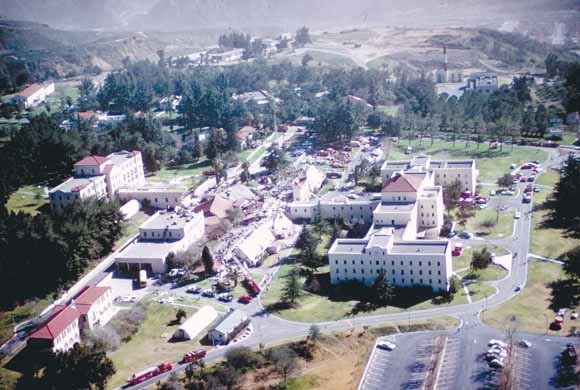
Luftaufnahme des Veterans Hospital in Sylmar nach dem 1971-Erdbeben.

1971 wurde der noch immer stark landwirtschaftlich geprägte Stadtteil schwer durch das Sylmar-Erdbeben getroffen. Alle größeren Gebäude des Veterans Hospitals in Sylmar wurden beschädigt, einige kollabierten. 35 Erdbebenopfer wurden aus den Trümmern des Hospitals geborgen. Auch das Olive View Hospital beklagte zwei Todesopfer. Die Sylmar High School wurde schwer beschädigt. Auch die Freeways verzeichneten schwere Schäden. In den 1980er wandelte es sich nach der Fertigstellung von Freeways und folgendem starken Bevölkerungswachstum zum heutigen städtischen Wohnviertel.

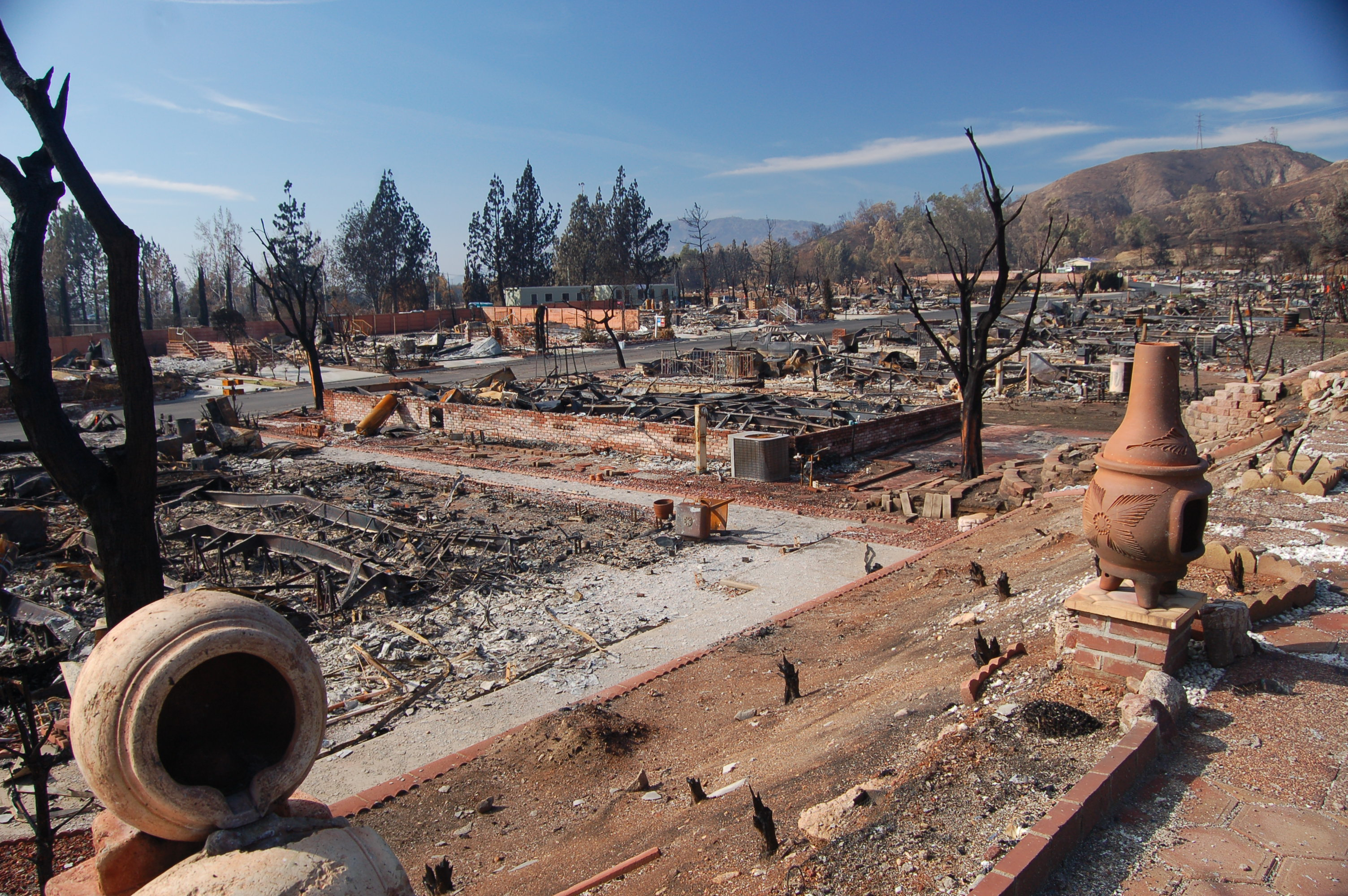
2008 durch Brände zerstörtes Wohngebiet

2008 wurde Sylmar von zwei Waldbränden betroffen, die die größte derartige Brandkatastrophe in der Geschichte von Los Angeles darstellten. 489 Wohneinheiten wurden hierbei beschädigt.
Am 31. März 2024, Ostersonntag wurden 30 Millionen Dollar (rund 27,7 Mio. Euro) aus einem Geldspeicher entwendet und der Vorfall erst Tage später entdeckt. Der Zugang erfolgte über das Dach des Gebäudes. Es handelte sich laut Los Angeles Times um einen der größten Bargelddiebstähle in der Stadt Los Angeles.

## Verkehr
Durch Sylmar führen die Interstate 5, die hier Golden State Freeway heißt und die Interstate 210 (Foothill Freeway).
Metrolink unterhält in Sylmar den Bahnhof Sylmar/San Fernando.

## Öffentliche Einrichtungen

### Museen

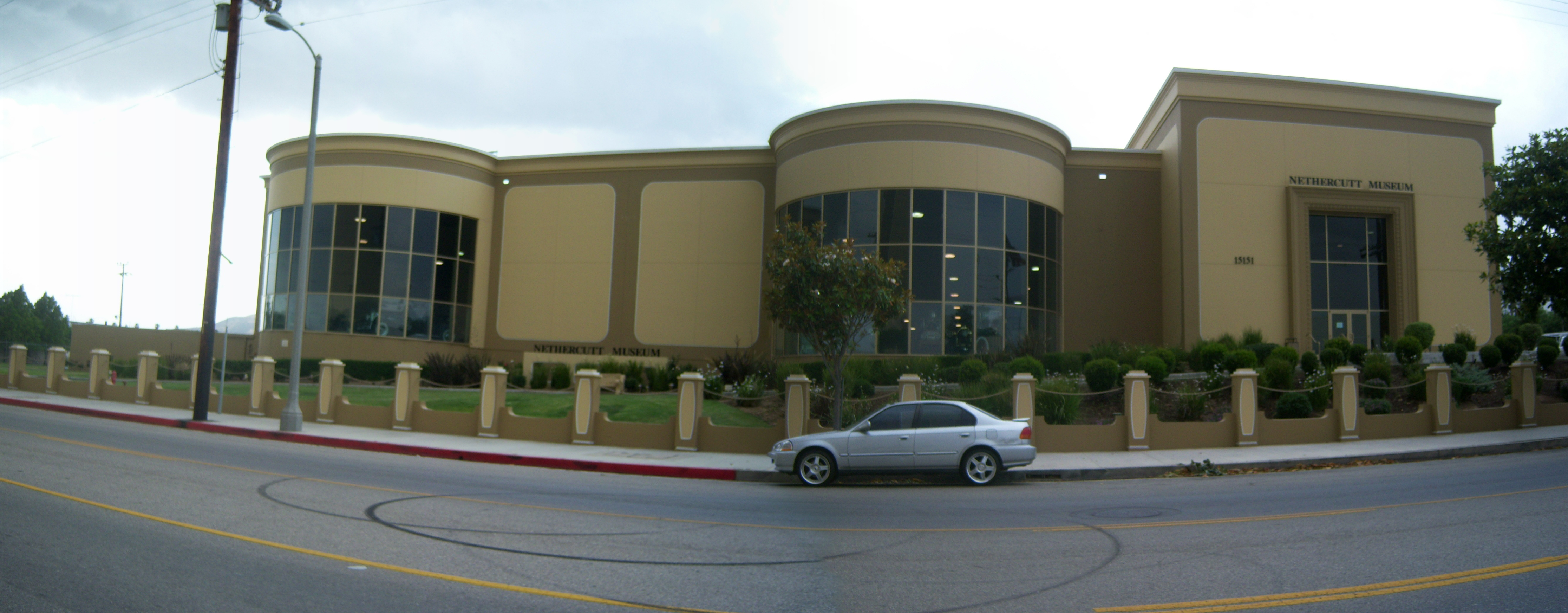
Nethercutt Museum

Sylmar ist Standort des Nethercutt Museums, welches die Sammlung des Gründers und CEO von Merle Norman Cosmetics J. B. Nethercut beherbergt. Die Nethercutt Collection umfasst historische mechanische Spielinstrumente und Oldtimer.
Mit dem Discovery Cube verfügt Sylmar über ein interaktives Naturwissenschafts-Museum für Kinder.

### Bildung
In dem Stadtteil hat das Los Angeles Mission College seinen Campus. Es werden in dem College Kurse in 24 Fächern angeboten, knapp zehntausend Studenten besuchen diese öffentliche Hochschule. Bis es 2016 zur Schließung kam unterhielt auch das ITT Technical Institute einen Campus in Sylmar.
Mit der Sylmar Charter High School ist das Viertel Sitz einer High School. Die öffentliche Bibliothek der Stadt Los Angeles unterhält eine Zweigstelle in Sylmar.

## Kinder Sylmars
- Bobby Chacon (1951–2016), Boxer
- Alex Mejia (* 1991), Baseballspieler[14]